# Игуманија Христина (Голупска)
Христина Голупска (Меленци код Зрењанина, 20. септембар 1917 — Манастир Јазак, 5. јун 1963) била је православна монахиња и прва игуманија Манастира Јазка.

## Биографија
Игуманија Христина (Голупска) рођена је 20. септембара 1917. године у Меленцима код Зрењанина, од побожних и честитих родитеља.
У Манастир Љубостињу, код Трстеника ступа 14. јануара 1939. године код игуманије Саре Ђукетић. Замонашена је 12. августа 1942. године у Љубостињи од стране епископа Николаја Велимировића добивши име Христина.
Долази у Манастир Јазак на Фрушкој гори, 12. фебруара 1954. године. Одлуком тадашњег епископа сремскога Викентија Проданова, бива произведена за прву игуманију манастира.
Упокојила се у Господу 5. јуна 1963. године у Манастир Јазку где је сахрањена. Опело је извршио епископ сремски Макарије Ђорђевић, уз саслужење свештеномонаха и монахиња манастира.